# کرافتون (شرکت بازی ویدئویی)
کرافتون (به انگلیسی :Krafton) یک شرکت هلدینگ بازی ویدیویی کره جنوبی می‌باشد و در سئونگنام مستقر است و در ۵ نوامبر ۲۰۱۸ تأسیس شده‌است این یکی از سازندگان بازی پابجی نسخه کامپیوتر میباشد.
کرافتون در سال ۲۰۱۶ بازی پابجی  را وارد دنیای بازی های ویدئویی کرد که بسیار برای کرافتون مفید بود و در آمد و شهرت خارق‌العاده ای را به همراه داشت.کرافتون از پابجی به طور کلی بیش از ۱۳ میلیارد دلار در آمد داشت که تصمیم گرفتند پابجی را برای اندروید و ios منتشر کنند.

## بازی‌ها
- ترا
- پابجی: بتل‌گراندز
- الیون
- MISTOVER
- PUBG: New State